# 上大岡

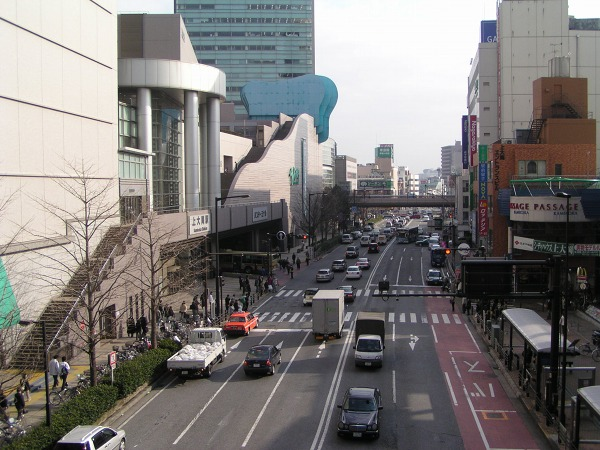
上大岡の街並み。鎌倉街道カミオ前歩道橋から南を望む

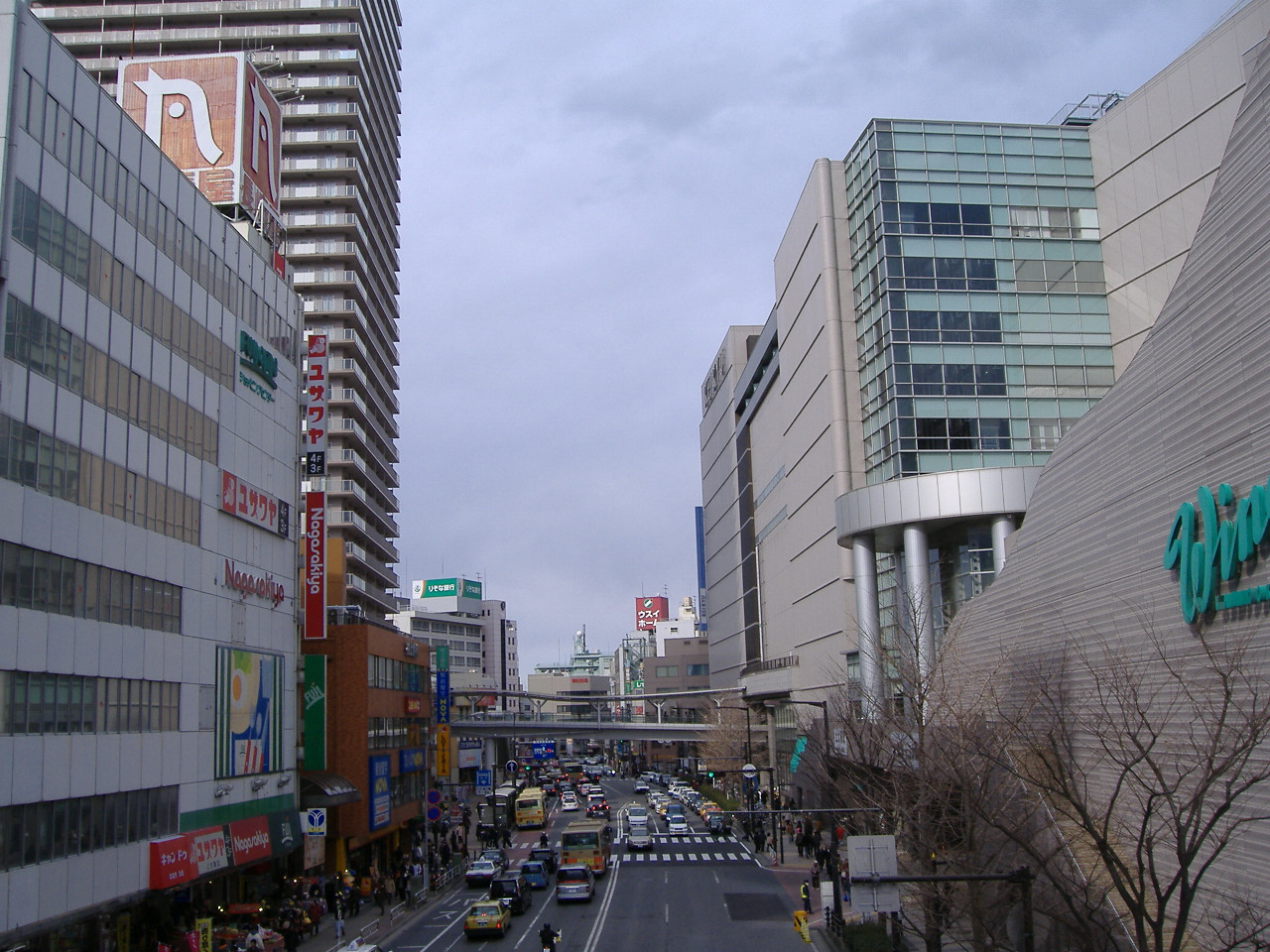
上大岡の街並み。鎌倉街道mioka前歩道橋から北を望む

上大岡（かみおおおか）は、神奈川県横浜市港南区の地区。横浜市内有数の繁華街で、副都心の一つとなっている。狭義には横浜市港南区上大岡西及び上大岡東を指すが、本項では、一体となって市街地を構成している最戸・大久保・港南の一部についても述べる。

## 現況
横浜市港南区の北東部に位置し、上大岡西の町内を鎌倉街道と京急本線が並行して南北に走る。商業地は鎌倉街道沿いに、北は鎌倉街道が京急線の東側へ抜けるガード付近から、南は笹下釜利谷道路が分岐する関ノ下交差点交差点付近までの南北500mほどの地域に集積している。大岡川より西の大久保、京急線東側の港南区上大岡東は住宅街で、磯子区との境に久良岐公園が広がる。
鶴見、港北ニュータウン、二俣川・鶴ヶ峰、戸塚と並ぶ横浜市副都心の一つ。但し、もともとは中区であったので横浜市都心の一つでもある。

### 交通

#### 鉄道
上大岡駅の項を参照。

#### 道路
- 神奈川県道21号横浜鎌倉線（鎌倉街道）
- 神奈川県道22号横浜伊勢原線（笹下釜利谷道路）
- 横浜市道汐見台平戸線（平戸486号）
- 横浜市道上大岡345号（旧鎌倉街道・さかえ通り）
- 横浜市道柏尾592号ほか（大久保町～南高校前方面）

上大岡駅前の県道21号線（慰霊堂入口交差点～上大岡西一丁目8番地先）は、上り線はバス降車場とバス停留所（芹が谷・東戸塚駅、上永谷駅方面、磯子駅方面、根岸駅方面、桜木町駅・横浜駅方面）、下り線は上大岡駅バスターミナル進入路とタクシー待機車線・右折車線となっており、一般乗用車での駅への送迎は困難を極め、一本裏の旧鎌倉街道（さかえ通り）、駅東口の通りなど、大通りから外れた細道の路上で、後続車や他交通等に注意しながらの乗降を強いられる。
大久保町から南高校へ向かう市道は、大久保町内の幅員が特に狭く、平成28年10月28日に発生した横浜市立桜岡小学校児童の交通事故を受け、横浜市道路局・神奈川県港南警察署などにより、調査・検討、時間帯規制、ガードパイプ、安心カラーベルト設置等安全対策を実施したが、幅員は拡幅されず、規制時刻以外の時間帯は、歩行者・自転車と中型路線バス・自動車・二輪車等が交錯し、非常に危険な状態が続いている。
平戸・芹が谷・別所方面からの市道汐見台平戸線は、拡幅工事が実施されているものの、南区別所二丁目7番地先・同三丁目1番地先部分でセットバック未完了による狭窄が生じ、路線バスを含む交通の滞りが発生している。また、横浜横須賀道路の別所インターは大型車等通行不可となっている。

### 主要施設

#### 商業施設
- 京急百貨店
  - ヨドバシカメラ
- ウイング上大岡
- ゆめおおおか
- カミオ
- ミオカ
- パサージュ上大岡（上大岡中央商店街）
- 富士シティオ
- 赤い風船
- 業務スーパー

#### 金融機関（括弧内は現在の所在地）
- 横浜銀行（ゆめおおおか内）
- 三井住友銀行（カミオ内）
- りそな銀行（鎌倉街道西側）
- みずほ銀行（ゆめおおおか内）
- 三菱UFJ銀行（鎌倉街道西側）
- 三菱UFJ信託銀行（ゆめおおおか内）
- 神奈川銀行（大久保）
- 横浜信用金庫（関ノ下交差点）
- 湘南信用金庫（リストガーデンスクエア内）
- 横浜上大岡郵便局（カミオ内）
- 上大岡駅前郵便局（ゆめおおおか内）
- 港南郵便局（最戸）

#### その他
- 久良岐公園
- 大岡川
- 神奈川県戦没者慰霊堂（最戸）

## 歴史

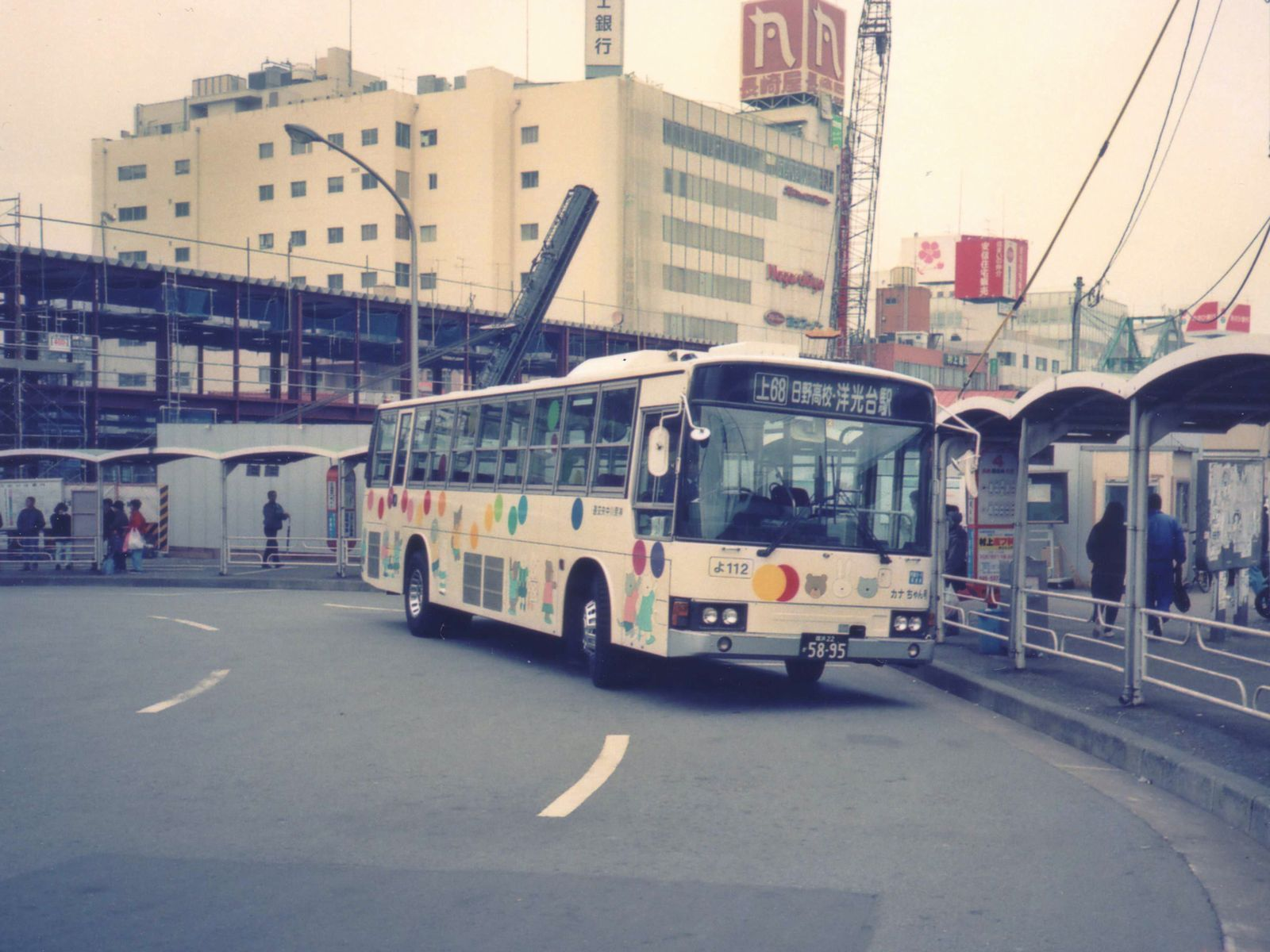
1987年、再開発前の上大岡駅バスターミナル。現在のゆめおおおかオフィスタワー付近にあたる

- 上大岡の歴史の記録の最古のものは続日本紀で、当時の地名である武蔵国久良郡で白雉を捕らえて朝廷に献上したとの記述が残されている。1156年の保元の乱では、敗れた源為朝が上大岡に移り住んだという伝説が伝えられている。現在でも上大岡に祠が残されている。鎌倉時代には鎌倉道が通り、この道は現在の鎌倉街道旧道の通称さかえ通り・グリーン通りとなっている。
- 明治維新の1867年には、50世帯273人が住んでいたとの記録が残っている。
- 1872年 大区小区制に伴い、第2大区2小区に属す。
- 1878年 郡区町村編制法の制定により、元の久良岐郡上大岡村に戻る。
- 1889年 町村制の制定により周辺12村が合併。久良岐郡大岡川村大字上大岡となった。
- 1920年 弘明寺に横浜高等専門学校（現在の横浜国立大学工学部）の進出に伴い、大岡川西側の大久保に花街が誘致され、戦時体制で営業終了するまで賑わった。この花街は「浜の箱根」と呼ばれ、上大岡駅から大久保へ抜ける道は箱根通りと呼ばれた。
- 1924年 地元の誘致により、上大岡の南側（現在の港南）に横浜刑務所の建設が始まった。
- 1927年 横浜市に編入され、中区上大岡町となった。この頃から大岡川の水利を求めて、捺染業者がこの地に進出してきた。
- 1930年4月1日 湘南電気鉄道（現在の京急本線）が開通、鎌倉街道の交点付近に上大岡駅が開設された。

戦後
・1943年（昭和28年）12月1日に中区から南区が分区したことに伴い、南区に編入された。
- 1947年 横浜銀行出店。
- 1960年 京浜急行バス、上大岡駅発着バス路線運行開始。
- 1963年 上大岡駅に隣接して京浜百貨店開店（後の京急ストア。現在の京急百貨店とは別法人）。
- 1964年 ダイクマ横浜本店開店。
- 1965年 富士スーパー（チェーン1号店）開店[1]。
- 1969年 長田ビルに東光ストア（後の東急ストア）開店。10月1日、行政区再編成により南区から港南区が分区したことに伴い、港南区に編入された。
- 1971年 ダイエー開店。
- 1972年12月16日 横浜市営地下鉄開通。
- 1974年 イトーヨーカ堂上大岡店開店（デニーズ1号店開店）[2][3]。
- 1975年3月 富士スーパーを新築し「富士ショッピングセンター」を開業[1]、長崎屋上大岡店がテナントとして開店。
- 1980年4月 港南保育園移転跡にバスターミナル使用開始。以前は京急以外の路線バスは鎌倉街道上のバス停から発着していた。
- 1980年 東急ストア跡に三越上大岡店開店。
- 1988年2月14日 上大岡駅前再開発協議会設立。
- 1993年4月20日 仮設店舗「ひまわりロード」開業。
- 1996年 三越上大岡店、長田ビルから北隣の新館（上大岡ガーデンスクエア）に移転。
- 1996年10月1日 新駅ビルゆめおおおかに、京急百貨店・ウィング上大岡開業。
- 1997年3月14日 ゆめおおおかの建設工事が完了。
- 1999年 京急百貨店内にヨドバシカメラ開店。
- 2003年12月6日 カミオ開業。
- 2003年12月31日 三越上大岡店閉店。
- 2004年4月1日 三越上大岡店跡にリストガーデンスクエア開店。
- 2006年12月10日 ダイクマ横浜本店閉店。
- 2010年4月16日 ミオカ開業。隣接するリストガーデンスクエアはミオカと接続され「miokaリスト館」としてリニューアルオープン。
- 2011年5月29日 長崎屋上大岡店が閉店。
- 2013年3月31日 赤い風船食彩館が閉店。
- 2017年3月20日 イトーヨーカ堂上大岡店が閉店（併設されていたデニーズ1号店も閉店）[2]。
- 2019年4月11日 イトーヨーカ堂上大岡店跡の北側部分に、食品館イトーヨーカドー上大岡店開店[4]。
- 2020年6月5日 食品館イトーヨーカドー上大岡店が、ヨークフーズ上大岡に改称・リニューアルオープン[5]。

## 再開発
旧京浜百貨店からバスターミナルにかけて（現在の京急百貨店・ウイング上大岡・ゆめおおおかのある区画）をA地区、さくら銀行跡・上大岡中央商店街の一部（現在のカミオがある区画）をB地区、三越上大岡店旧館（長田ビル）跡周辺（現在のミオカがある区画）をC南地区として再開発が進められ、すべての再開発事業が完了した。
現在、C北地区（主に富士ショッピングセンターやロッテリアなどがあるエリア）において31階建ての再開発計画が進んでおり、2026年度着工を目指している。